# Simhopp vid världsmästerskapen i simsport 2025 – Herrarnas 3 meter svikt
Herrarnas 3 meter svikt i simhopp vid världsmästerskapen i simsport 2025 avgjordes mellan den 31 juli och 1 augusti 2025 i OCBC Aquatic Centre i Singapore.

## Resultat
Kvalet startade den 31 juli klockan 09:02. Semifinalen startade den 1 augusti klockan 14:02. Finalen startade den 1 augusti klockan 17:32.
Grön bakgrund betyder att simhopparen gick vidare till finalen
Blå bakgrund  betyder att simhopparen tog sig till semifinalen
| Placering | Simhoppare                        | Nationalitet            | Kval   | Kval      | Semifinal        | Semifinal        | Final            | Final            |
| Placering | Simhoppare                        | Nationalitet            | Poäng  | Placering | Poäng            | Placering        | Poäng            | Placering        |
| --------- | --------------------------------- | ----------------------- | ------ | --------- | ---------------- | ---------------- | ---------------- | ---------------- |
| 1         | Osmar Olvera                      | Mexiko                  | 451,90 | 2         | 472,50           | 3                | 529,55           | 1                |
| 2         | Cao Yuan                          | Kina                    | 447,15 | 3         | 512,15           | 2                | 522,70           | 2                |
| 3         | Wang Zongyuan                     | Kina                    | 478,60 | 1         | 547,30           | 1                | 515,55           | 3                |
| 4         | Jordan Houlden                    | Storbritannien          | 441,85 | 5         | 461,60           | 4                | 492,10           | 4                |
| 5         | Jules Bouyer                      | Frankrike               | 404,80 | 9         | 407,75           | 9                | 478,30           | 5                |
| 6         | Moritz Wesemann                   | Tyskland                | 441,25 | 6         | 431,65           | 5                | 467,10           | 6                |
| 7         | Nikita Sjlejcher                  | Neutrala idrottare B    | 445,15 | 4         | 427,70           | 7                | 452,75           | 7                |
| 8         | Luis Uribe                        | Colombia                | 418,10 | 7         | 429,55           | 6                | 443,25           | 8                |
| 9         | Ilia Molchanov                    | Neutrala idrottare B    | 394,80 | 11        | 397,05           | 11               | 440,25           | 9                |
| 10        | Liam Stone                        | Nya Zeeland             | 416,95 | 8         | 417,00           | 8                | 430,45           | 10               |
| 11        | Sho Sakai                         | Japan                   | 396,80 | 10        | 395,75           | 12               | 406,45           | 11               |
| 12        | Jonathan Ruvalcaba                | Dominikanska republiken | 374,05 | 18        | 400,40           | 10               | 404,50           | 12               |
| 13        | Collier Dyer                      | USA                     | 381,75 | 15        | 393,05           | 13               | Gick inte vidare | Gick inte vidare |
| 14        | Carson Paul                       | Kanada                  | 391,75 | 12        | 392,65           | 14               | Gick inte vidare | Gick inte vidare |
| 15        | Yi Jae-gyeong                     | Sydkorea                | 384,10 | 14        | 384,90           | 15               | Gick inte vidare | Gick inte vidare |
| 16        | Mohamed Ahmed Farouk              | Egypten                 | 381,40 | 16        | 351,45           | 16               | Gick inte vidare | Gick inte vidare |
| 17        | Shin Jung-whi                     | Sydkorea                | 379,20 | 17        | 347,35           | 17               | Gick inte vidare | Gick inte vidare |
| 18        | Bohdan Tjyzjovskyj                | Ukraina                 | 387,65 | 13        | 341,70           | 18               | Gick inte vidare | Gick inte vidare |
| 19        | Giovanni Tocci                    | Italien                 | 374,00 | 19        | Gick inte vidare | Gick inte vidare | Gick inte vidare | Gick inte vidare |
| 20        | Vyacheslav Kachanov               | Uzbekistan              | 371,15 | 20        | Gick inte vidare | Gick inte vidare | Gick inte vidare | Gick inte vidare |
| 21        | Max Liñan                         | Spanien                 | 368,00 | 21        | Gick inte vidare | Gick inte vidare | Gick inte vidare | Gick inte vidare |
| 22        | Avvir Tham                        | Singapore               | 363,90 | 22        | Gick inte vidare | Gick inte vidare | Gick inte vidare | Gick inte vidare |
| 23        | Juan Celaya                       | Mexiko                  | 362,75 | 23        | Gick inte vidare | Gick inte vidare | Gick inte vidare | Gick inte vidare |
| 24        | Matteo Santoro                    | Italien                 | 361,65 | 24        | Gick inte vidare | Gick inte vidare | Gick inte vidare | Gick inte vidare |
| 25        | Frazer Tavener                    | Nya Zeeland             | 360,95 | 25        | Gick inte vidare | Gick inte vidare | Gick inte vidare | Gick inte vidare |
| 26        | Jack Laugher                      | Storbritannien          | 360,80 | 26        | Gick inte vidare | Gick inte vidare | Gick inte vidare | Gick inte vidare |
| 27        | Jake Passmore                     | Irland                  | 360,60 | 27        | Gick inte vidare | Gick inte vidare | Gick inte vidare | Gick inte vidare |
| 28        | Andrzej Rzeszutek                 | Polen                   | 357,55 | 28        | Gick inte vidare | Gick inte vidare | Gick inte vidare | Gick inte vidare |
| 29        | Chawanwat Juntaphadawon           | Thailand                | 357,00 | 29        | Gick inte vidare | Gick inte vidare | Gick inte vidare | Gick inte vidare |
| 30        | Gwendal Bisch                     | Frankrike               | 354,70 | 30        | Gick inte vidare | Gick inte vidare | Gick inte vidare | Gick inte vidare |
| 31        | Jesús González                    | Venezuela               | 353,15 | 31        | Gick inte vidare | Gick inte vidare | Gick inte vidare | Gick inte vidare |
| 32        | Kacper Lesiak                     | Polen                   | 351,75 | 32        | Gick inte vidare | Gick inte vidare | Gick inte vidare | Gick inte vidare |
| 33        | Dariush Lotfi                     | Österrike               | 347,25 | 33        | Gick inte vidare | Gick inte vidare | Gick inte vidare | Gick inte vidare |
| 34        | Maxwell Flory                     | USA                     | 345,60 | 34        | Gick inte vidare | Gick inte vidare | Gick inte vidare | Gick inte vidare |
| 35        | Theofilos Afthinos                | Grekland                | 344,90 | 35        | Gick inte vidare | Gick inte vidare | Gick inte vidare | Gick inte vidare |
| 36        | Kirill Boljuch                    | Ukraina                 | 344,60 | 36        | Gick inte vidare | Gick inte vidare | Gick inte vidare | Gick inte vidare |
| 36        | Martynas Lisauskas                | Litauen                 | 344,60 | 36        | Gick inte vidare | Gick inte vidare | Gick inte vidare | Gick inte vidare |
| 38        | Sam Vajerhelabad                  | Iran                    | 344,55 | 38        | Gick inte vidare | Gick inte vidare | Gick inte vidare | Gick inte vidare |
| 39        | Haruki Suyama                     | Japan                   | 343,30 | 39        | Gick inte vidare | Gick inte vidare | Gick inte vidare | Gick inte vidare |
| 40        | Juan Cortés                       | Spanien                 | 340,30 | 40        | Gick inte vidare | Gick inte vidare | Gick inte vidare | Gick inte vidare |
| 41        | Frank Rosales                     | Kuba                    | 339,75 | 41        | Gick inte vidare | Gick inte vidare | Gick inte vidare | Gick inte vidare |
| 42        | Elias Petersen                    | Sverige                 | 336,00 | 42        | Gick inte vidare | Gick inte vidare | Gick inte vidare | Gick inte vidare |
| 43        | Hudson Skinner                    | Australien              | 329,10 | 43        | Gick inte vidare | Gick inte vidare | Gick inte vidare | Gick inte vidare |
| 44        | Max Lee                           | Singapore               | 326,25 | 44        | Gick inte vidare | Gick inte vidare | Gick inte vidare | Gick inte vidare |
| 45        | Nazar Kozhanov                    | Kazakstan               | 324,55 | 45        | Gick inte vidare | Gick inte vidare | Gick inte vidare | Gick inte vidare |
| 46        | Timo Barthel                      | Tyskland                | 323,15 | 46        | Gick inte vidare | Gick inte vidare | Gick inte vidare | Gick inte vidare |
| 47        | Rafael Max                        | Brasilien               | 323,05 | 47        | Gick inte vidare | Gick inte vidare | Gick inte vidare | Gick inte vidare |
| 48        | Alexandru Avasiloae               | Rumänien                | 321,75 | 48        | Gick inte vidare | Gick inte vidare | Gick inte vidare | Gick inte vidare |
| 49        | Juan Travieso                     | Venezuela               | 319,40 | 49        | Gick inte vidare | Gick inte vidare | Gick inte vidare | Gick inte vidare |
| 50        | Tornike Onikashvili               | Georgien                | 318,65 | 50        | Gick inte vidare | Gick inte vidare | Gick inte vidare | Gick inte vidare |
| 51        | Igor Myalin                       | Uzbekistan              | 318,30 | 51        | Gick inte vidare | Gick inte vidare | Gick inte vidare | Gick inte vidare |
| 52        | Isak Børslien                     | Norge                   | 312,60 | 52        | Gick inte vidare | Gick inte vidare | Gick inte vidare | Gick inte vidare |
| 53        | Syafiq Puteh                      | Malaysia                | 310,55 | 53        | Gick inte vidare | Gick inte vidare | Gick inte vidare | Gick inte vidare |
| 54        | Nurqayyum Nazmi bin Mohamad Nazim | Malaysia                | 303,55 | 54        | Gick inte vidare | Gick inte vidare | Gick inte vidare | Gick inte vidare |
| 55        | Luís Felipe Moura                 | Brasilien               | 299,65 | 55        | Gick inte vidare | Gick inte vidare | Gick inte vidare | Gick inte vidare |
| 56        | Frandiel Gómez                    | Dominikanska republiken | 298,70 | 56        | Gick inte vidare | Gick inte vidare | Gick inte vidare | Gick inte vidare |
| 57        | Donato Neglia                     | Chile                   | 284,40 | 57        | Gick inte vidare | Gick inte vidare | Gick inte vidare | Gick inte vidare |
| 58        | David Ekdahl                      | Sverige                 | 283,80 | 58        | Gick inte vidare | Gick inte vidare | Gick inte vidare | Gick inte vidare |
| 59        | Marko Huljev                      | Kroatien                | 283,10 | 59        | Gick inte vidare | Gick inte vidare | Gick inte vidare | Gick inte vidare |
| 60        | Surajit Rajbanshi                 | Indien                  | 271,70 | 60        | Gick inte vidare | Gick inte vidare | Gick inte vidare | Gick inte vidare |
| 61        | Giorgi Tsulukidze                 | Georgien                | 265,45 | 61        | Gick inte vidare | Gick inte vidare | Gick inte vidare | Gick inte vidare |
| 62        | Curtis Yuen                       | Hongkong                | 264,15 | 62        | Gick inte vidare | Gick inte vidare | Gick inte vidare | Gick inte vidare |
| 63        | Premson Yumnam                    | Indien                  | 261,70 | 63        | Gick inte vidare | Gick inte vidare | Gick inte vidare | Gick inte vidare |
| 64        | Sebastian Konecki                 | Litauen                 | 258,85 | 64        | Gick inte vidare | Gick inte vidare | Gick inte vidare | Gick inte vidare |
| 65        | Robben Yiu                        | Hongkong                | 222,50 | 65        | Gick inte vidare | Gick inte vidare | Gick inte vidare | Gick inte vidare |
| 66        | Matej Nevešćanin                  | Kroatien                | 0DNS0  | 0DNS0     | 0DNS0            | 0DNS0            | 0DNS0            | 0DNS0            |